# Большое Заволжье
Большое Заволжье — деревня в Коношском районе Архангельской области. Входит в состав Климовского сельского поселения.

## География
Находится в юго-западной части Архангельской области на расстоянии приблизительно 33 км на запад-юго-запад по прямой от административного центра района поселка Коноша на левом берегу реки Волошка.

## История
В 1905 году здесь (деревня Кирилловского уезда Новгородской губернии) было учтено 13 дворов.

## Население
Численность населения: 71 человек (1905 год), 13 (русские 92 %) в 2002 году, 7 в 2010.